# Нереальне кохання (фільм)
«Нереальне кохання» — кінофільм режисера Армана Геворгяна, який вийшов на екрани в 2014 році.

## Зміст
Міра та Ольга колись навчалися в одному класі, і через 10 років випадково зустрічаються знову. Світська левиця вирішує налагодити особисте життя однокласниці і допомагає їй перетворитися з наївної сірої мишки на фатальну красуню. Дівчата відправляються в Сочі, де проходить бізнес-форум, в пошуках єдиного і неповторного. Московські красуні без особливих зусиль підкорюють чоловічі серця, потрапивши у вир романтичних пригод.

## Ролі
| Актор               | Роль |
| ------------------- | ---- |
| Марина Александрова | -    |
| Равшана Куркова     | -    |
| Єгор Бероєв         | -    |
| Гоша Куценко        | -    |
| Єгор Пазенко        | -    |
| Ігор Вернік         | -    |
| Янина Студилина     | -    |
| Оскар Кучера        | -    |
| Дмитро Ендальцев    | -    |

## Знімальна група
- Режисер — Арман Геворгян
- Сценарист — Оксана Робски, Гліб Шпрігов
- Продюсер — Гліб Шпрігов, Павел Бондар, Юрій Базик
- Композитор — Павло Єсенін, Володимир Сивицький